# Oxysoma
Oxysoma là một chi nhện trong họ Anyphaenidae.